# Citrus Park, Arizona
Citrus Park je naseljeno područje za statističke svrhe u američkoj saveznoj državi Arizona. Prema popisu stanovništva iz 2010. u njemu je živjelo 4,028 stanovnika.